# Heng San Teng
Der Tempel Heng San Teng (alternativ Heng San Ting, 恆山亭), auch der „Friedhoftempel“ genannt, war einer der ältesten Tempel der Chinesen, hauptsächlich der Hoklo-Chinesen, in Singapur. In seiner unmittelbaren Nähe befand sich ein Friedhof, der insbesondere für die den Hokkien-Dialekt sprechenden Chinesen bestimmt und als Tiong Lama (alternativ Teong Lama), der „alte Friedhof“, bekannt war; er wurde später um den Tiong Bahru (alternativ: Teong Bahru), den „neuen Friedhof“, erweitert. Der Tempel wurde 1828 erbaut und 1992 durch einen Brand zerstört. Der Tempel wie auch die Friedhöfe befanden sich im historischen Gebiet Bukit Merah, südlich des heutigen Baugebiets Tiong Bahru. Für das gesamte Areal (Tempel und die zwei Friedhöfe) wurde auch der Name  Heng San Teng Burial Ground verwendet.

## Geschichte

### Heng San Teng (Tempel)

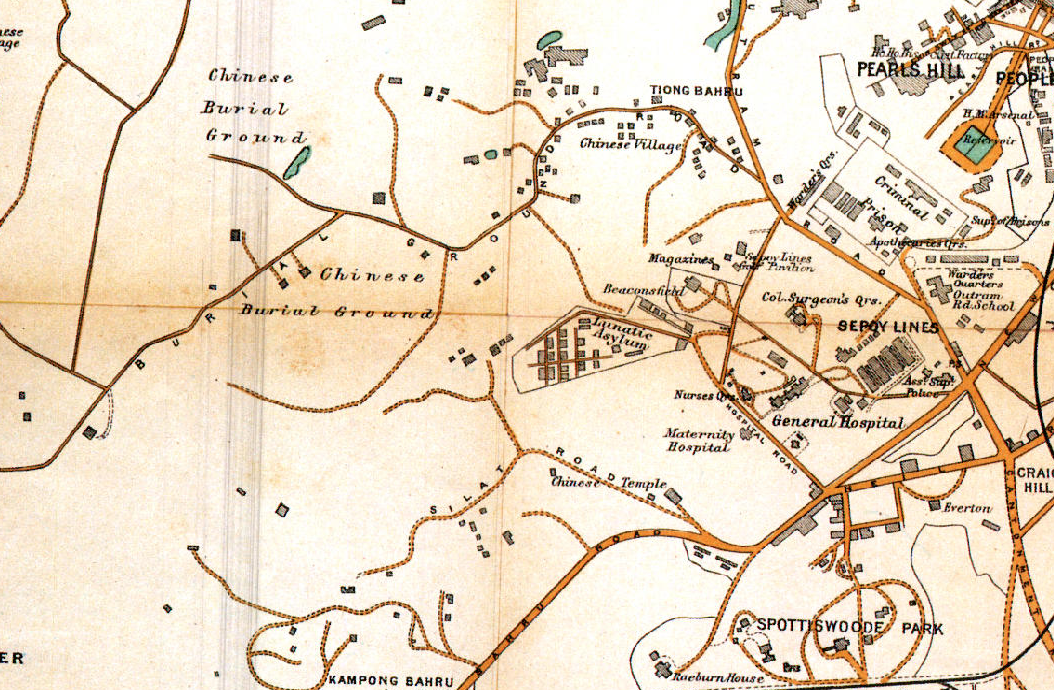
Abbildung 1: Karte von 1913 mit Lage des Tempels Heng San Teng

Der Tempel Heng San Teng wurde 1828 durch den Geschäftsmann Si Hood Kee gegründet, der auch zu den Gründern anderer Tempel dieser Zeit gehörte. Die Aufgabe von Heng San Teng war es, das öffentliche Friedhof der Hokkien-Gemeinde, das sich in der Nähe befand, zu verwalten und zu überwachen. Der Tempel ist fest verbunden mit der ältesten Hokkien-Einwanderergruppierung in Singapur und wurde der Gottheit Tua Pek Kong (etwa „Großer Alter Mann“) geweiht.
1840 wurde ebenfalls (unter anderem durch Si Hood Kee) der Tempel Thian Hock Keng erbaut, der fortan die Rolle des „Friedhofstempels“ übernahm und über den Friedhof Tiong Lama (später Tiong Bahru) wachte. Der historische Tempel Heng San Teng existierte weiter, bis er 1992 durch einen Brand zerstört wurde.

### Tiong Lama, Tiong Bahru (Friedhöfe)
Die Schreibweise „tiong“ für Friedhof ist heute die übliche und am meisten verwendete, ihr Ursprung ist in der Hokkien-Sprache zu suchen. Für die Schreibweise „tiang“ (so in Tiang Bahru Road) liegt ein Nachweis aus dem Jahre 1863 vor, für „teong“ 1875. Der Begriff „lama“ wird üblicherweise mit alt übersetzt, „bahru“ mit neu, beide sind malaiischen Ursprungs. Der Name Tiong Bahru – vermutlich für die Begräbnisstätte bzw. die  Siedlung – wurde zum ersten Mal in Straits Times am 13. Juni 1863 erwähnt, die Straße Tiong  Bahru  Road ebendort am 12. Februar 1870 (diese Straße wurde zum ersten Mal 1913 auf einer Karte verzeichnet). Die Straße hieß früher Burial Ground Road und durchlief ein Gebiet mit mehreren chinesischen Friedhöfen und grenzte in nordwestlicher Richtung an die beiden Friedhöfe.
Auf dem Gelände südwestlich von Pearl’s Hill gab es mehrere kleine, vor allem chinesische Friedhöfe, auf alten Karten als „chinese burrial ground“ verzeichnet. Eine von diesen Friedhöfen, das sich zwischen der Silat Road und der (späteren) Hospital Road befand, wurde zur zentralen Begräbnisstätte der singapurischen Hokkien-Chinesen und lag in unmittelbarer Nachbarschaft des Tempels Heng San Teng. Der Tempel wurde 1828 errichtet, um die Aufsicht über die Begräbnisstätte auszuüben. Der damalige Stadtbaumeister Carrington berichtet 1875, dass es etwa 1859 in nordwestlicher Richtung zu einer Erweiterung des Friedhofs um ein Gebiet kam, dass später Tiong Bahru genannt wurde. Seiner Schätzung nach konnte man bei damals stattgefundenen etwa 500 Begräbnissen jährlich davon ausgehen, dass es genug Platz für die nächsten zehn Jahre gibt. In etwa zu dieser Zeit kam es wohl zur Herausbildung der Begriffe Tiong Lama und Tiong Bahru, um zwischen dem „alten“ und dem „neuen“ Friedhof unterscheiden zu können.
Zu einer weiteren Änderung kam es 1882 im Zusammenhang mit dem Umzug des Krankenhauses General Hospital nach Sepoy Lines an der Outram Road, wobei Teile des Krankenhauses, namentlich das Maternity Hospital und das sog. „Lunatic Asylum“ (psychiatrische Heilanstalt, erbaut erst 1887), im Bereich der beiden Friedhöfe Tiong Lama und Tiong Bahru entstehen sollten. Zu einschneidenden Veränderungen kam es Anfang des 20. Jahrhunderts. In der Stadtverwaltung diskutierte man zunehmend die Umgestaltung des Gebietes, genannt um die Zeit Kampung Tiong Bahru, der Singapore Improvement Trust (SIT) sollte die Pläne verwirklichen. Die wildwüchsigen Siedlungen und Begräbnisstätten sollten aufgelöst werden. Während die Bewohner in neue Wohnungen, erbaut durch den SIT, umgezogen wurden, wurden die Friedhöfe exhumiert. Dies geschah teilweise auf Initiative der Vereinigung Hokkien Huay Kuan, die Gräber  wurden zum Friedhof Bukit Brown cemetery überführt. Diese Arbeiten wurden 1930 beendet, dennoch finden sich bis heute Reste der Gräber auf dem Gelände des Krankenhauses.

## Lage

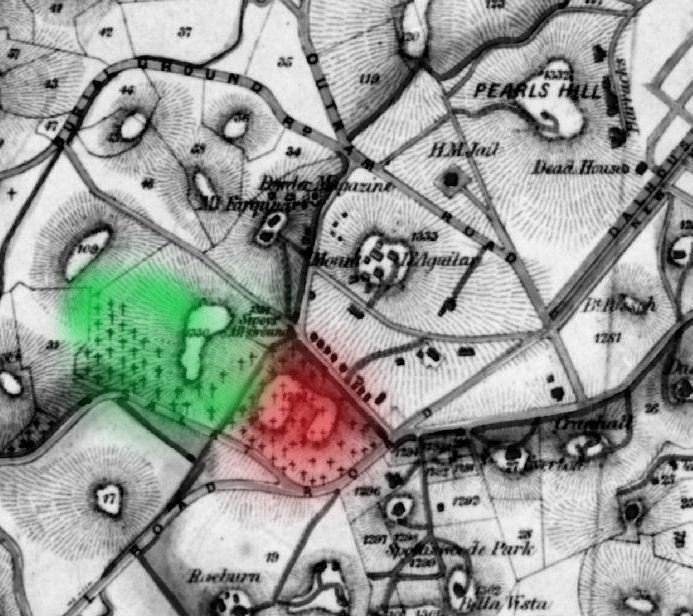
Abbildung 2: Karte von 1860 mit Lage der Friedhöfe (rot: Tiong Lama, grün: Tiong Bahru)

Alle Objekte, der Tempel Heng San Teng, der „alte Friedhof“ Tiong Lama und der „neue Friedhof“ Tiong Bahru, befanden sich im Gebiet Bukit Merah, südwestlich von Pearl’s Hill:
- Der Tempel befand sich an der Einmündung der Silat Road in  die Kampung Bahru Road unweit des Krankenhauses Singapore General Hospital (SGH). Auf einer Karte aus dem Jahr 1913 (siehe Abbildung 1) ist der Tempel Heng San Teng in der unteren Hälfte mittig als „Chinese Temple“ verzeichnet. Im oberen Teil ist die chinesische Siedlung Tiong Bahru an der Burial Ground Road (später Tiong Bahru Road) zu sehen.[7]
- Die Begräbnisstätte Tiong Lama lag auf dem Gelände, wo sich zu der Zeit das Maternity Hospital (Entbindungskrankenhaus) befand, Tiong Bahru dann nordwestlich davon bis hin zum Lunatic Asylum (Irrenanstalt). Ihre Lage zueinander ist auf einer Karte aus dem Jahr 1860 ersichtlich (siehe Abbildung 2, rot für Tiong Lama, grün für Tiong Bahru).[7]